# 横手市立醍醐小学校
横手市立醍醐小学校（よこてしりつ だいごしょうがっこう）は、秋田県横手市平鹿町醍醐にある公立小学校。

## 沿革

### 略歴
醍醐小学校の起源となるのは、1874年8月に開校した「醍醐学校」であり、旧醍醐村（町村制以前）内の家宅の一部を譲り受けて設置された。その後、同年10月に「下醍醐学校」、12月に「明沢学校」 、1876年9月に「馬鞍学校」が 、醍醐地区の各地に設置された。下醍醐学校は1876年に廃止され「徳英学校」となるが、1879年にはこちらも廃止された。1877年には「樋ノ口学校」が設置、1883年には沖田分校を置いた。
1887年に醍醐尋常小学校が誕生した際、明沢・馬鞍・樋ノ口は醍醐尋常小の分教場となり、同時に沖田分校は廃止された（1892年に再設置）。分校については、1954年の馬鞍・沖田分校廃止を皮切りに、1969年には明沢分校が廃止、最後に残った樋ノ口分校は1995年に廃止され、醍醐小の分校は消滅した。
校舎が現在地に移転してきたのは1954年で、この際に現行の校歌も制定されている。
校名の遷移については、1887年に小学校令公布により「醍醐尋常小学校」へ、1892年には小学校令改正により「醍醐尋常高等小学校」へ、1941年には国民学校令により「醍醐国民学校」になるが、終戦後に小学校へと戻った。1957年には醍醐村が平鹿町へ編入し、校名に「平鹿町立」を冠するようになった。また、2005年の横手市への合併により「横手市立」を冠するようになった。

### 年表
以下、注釈の無い項目は平鹿町史によるもの。
- 1874年
  - 8月15日 - 「醍醐学校」として開校。
  - 10月 - 「下醍醐学校」が開校。
  - 12月1日 - 「明沢学校」が曹洞宗香最寺を校舎にして開校。
- 1876年
  - 9月1日 - 「馬鞍学校」が開校。
  - 11月 - 下醍醐学校を廃止し、「徳英学校」を設置。
- 1877年6月15日 - 「樋ノ口学校」を善福寺に開校。
- 1879年11月 - 徳英学校を廃止する。
- 1883年3月31日 - 樋ノ口学校沖田分校を設置。
- 1887年4月1日 - 第一次小学校令により「醍醐尋常小学校」と改称。明沢・馬鞍・樋ノ口分校を設置し、沖田分校を廃止。
- 1888年
  - 3月20日 - 馬鞍分校を廃止。
  - 5月15日 - 醍醐村街道下に校舎を移転し、開校式を挙行。
- 1890年3月2日 - 再び馬鞍分校を設置。
- 1892年
  - 3月31日 - 小学校令改正により「醍醐尋常高等小学校」と改称。明沢・馬鞍・樋ノ口分校は尋常小学校となる。
  - 9月17日 - 沖田分教室を設置。
- 1898年10月9日 - 校舎を新築し、開校式を挙行。
- 1901年4月 - 沖田分教室を「沖田分教場」へ改称。
- 1904年1月 - 沖田分教場を「沖田尋常小学校」と改称。
- 1911年
  - 7月3日 - 小学校令改正により明沢・馬鞍・樋ノ口・沖田尋常小学校を廃止。
  - 7月18日 - 明沢・馬鞍・樋ノ口・沖田分教場が認可される。
- 1954年3月31日 - 馬鞍・沖田分教場を廃止。
- 1954年
  - 10月20日 - 現在地である大橋に校舎を移転。体育館は翌年7月20日に竣工。
  - 10月25日 - 校歌制定[1]。
- 1957年4月1日 - 醍醐村が平鹿町に編入し、「平鹿町立醍醐小学校」と改称。
- 1969年8月20日 - 明沢分教場を廃止。
- 1978年11月9日 - 体育館竣工記念式典挙行。
- 1980年7月12日 - 新校舎（現在の校舎）竣工。11月29日には食堂が竣工。
  - 鉄筋コンクリート構造3階建ての校舎棟と鉄骨構造平屋建ての体育館棟で構成される[2]。
- 2005年10月1日 - 市町村合併により「横手市立醍醐小学校」となる[1]。
- 2024年4月 - 複数担任制の試験導入を開始[15]。市内では他に十文字中と大雄小で実施[15]。

### 児童数の変遷
| 年                 | 児童数 |
| ------------------ | ------ |
| 1897年（明治30年） | 304    |
| 1902年（明治35年） | 449    |
| 1907年（明治40年） | 351    |
| 1912年（大正元年） | 743    |
| 1916年（大正5年）  | 675    |
| 1921年（大正10年） | 784    |
| 1926年（昭和元年） | 789    |
| 1930年（昭和5年）  | 854    |
| 1935年（昭和10年） | 923    |
| 1941年（昭和16年） | 991    |
| 1946年（昭和21年） | 1,021  |
| 1950年（昭和25年） | 921    |
| 1955年（昭和30年） | 901    |
| 1960年（昭和35年） | 1,030  |
| 1965年（昭和40年） | 770    |
| 1970年（昭和45年） | 578    |
| 1974年（昭和49年） | 444    |

### 分校の一覧
| 校名                   | 住所（当時）                       | 学区（集落名）                       | 閉校年 | 出典  |
| ---------------------- | ---------------------------------- | ------------------------------------ | ------ | ----- |
| 明沢（あけさわ）分校   | 秋田県平鹿郡平鹿町醍醐字明沢       | 明沢・釜ノ川                         | 1969年 | [ 5 ] |
| 馬鞍（まぐら）分校     | 秋田県平鹿郡平鹿町醍醐字三島       | 三島・馬鞍・阿弥陀田                 | 1954年 | [ 6 ] |
| 樋ノ口（ひのくち）分校 | 秋田県平鹿郡平鹿町醍醐字樋ノ口村下 | 樋ノ口・荒処・本堂                   | 1955年 | [ 8 ] |
| 沖田（おきだ）分校     | 秋田県平鹿郡平鹿町醍醐字古館       | 沖田・田ノ新戸・萩ノ目・石ノ塔・藤島 | 1954年 | [ 9 ] |

## 校歌
- 作詞：柿崎紅果
- 作曲：柿崎かくじ

歌詞などは学校の公式サイトを参照。

## 通学区域
- 平鹿町醍醐の字荒町（吉田小学校区）を除く全域[18]

## 進学先中学校
- 横手市立平鹿中学校 - 主な進学先[19]

## 周辺
- 国道13号
- 東日本旅客鉄道（JR東日本）奥羽本線 醍醐駅
- 醍醐保育園
- 横手市醍醐地区交流センター

## アクセス
- E46 秋田自動車道 / E13 東北中央自動車道 横手ICから車で約10分。
- E13 東北中央自動車道 十文字ICから車で約5分。
- 東日本旅客鉄道（JR東日本） 奥羽本線 醍醐駅から徒歩で約5分。